# 有子山稲荷神社
有子山稲荷神社（ありこやまいなりじんじゃ）は兵庫県豊岡市にある稲荷神社。城山稲荷とも呼ばれる。

## 概要
出石城最上段の本丸のさらに一段高い場所にある曲輪稲荷郭に1604年の築城時から現在地に鎮座する城の鎮守である。
城郭内にありながら、江戸時代から身分を問わず参詣が許可されていた。
城の麓から始まる石段の参道には、37基の鳥居が並び、157段上った右手に稲荷郭があり、その奥に社殿がある。
この稲荷郭からは出石の町並みを一望できるので、多くの人が訪れる。
石段をさらに登ると有子山城跡に至る。
　

## 例祭
- 出石初午大祭（3月第3日曜の前後3日間）

## 交通アクセス
- 山陰本線・京都丹後鉄道の豊岡駅もしくは山陰本線八鹿駅から全但バス「出石」行きで約30分、終点下車。徒歩5分。

## 周辺
- 豊岡市出石伝統的建造物群保存地区
- 感応殿
- 諸杉神社
- 有子山城